# Wayne Harrison
Wayne Harrison (Stockport, 15 de noviembre de 1967 - ibídem, 25 de diciembre de 2013) fue un futbolista profesional inglés que jugaba en la demarcación de delantero.

## Biografía
Wayne Harrison debutó como futbolista profesional en 1984 con el Oldham Athletic AFC, donde jugó durante una temporada. Tras ser fichado por el Liverpool FC en 1985, fue seguidamente cedido al Oldham Athletic AFC por un año. Al finalizar la temporada volvió al Liverpool FC, donde jugó durante dos temporadas, ganando la FA Cup, la Community Shield y la Football League Super Cup en 1986; y la Football League First Division y de nuevo la Community Shield en 1988 . Después de un breve paso por el Crewe Alexandra FC durante un año cedido, volvió al Liverpool FC para finalizar su carrera futbolística a los 24 años de edad tras sufrir una lesión en el ligamento cruzado anterior, habiendo ganado en su última etapa en el Liverpool la Football League First Division, la FA Cup y la Community Shield en dos ocasiones más.
Wayne Harrison falleció el 25 de diciembre de 2013 en el Stepping Hill Hospital de Stockport a los 46 años de edad tras sufrir un cáncer de páncreas.

## Clubes
| Club                         | País       | Año         |
| ---------------------------- | ---------- | ----------- |
| Oldham Athletic AFC          | Inglaterra | 1984 - 1985 |
| Liverpool FC                 | Inglaterra | 1985        |
| Oldham Athletic AFC (cedido) | Inglaterra | 1985 - 1986 |
| Liverpool FC                 | Inglaterra | 1986 - 1988 |
| Crewe Alexandra FC (cedido)  | Inglaterra | 1988 - 1989 |
| Liverpool FC                 | Inglaterra | 1989 - 1991 |

## Palmarés
Liverpool FC
- Football League First Division (2): 1988 y 1990
- FA Cup (2): 1986 y 1989
- Community Shield (4): 1986, 1988, 1989 y 1990
- Football League Super Cup: 1986